# Championnats d'Afrique de karaté 1994
Navigation
Édition précédente Édition suivante
Les championnats d'Afrique de karaté 1994, cinquième édition des championnats d'Afrique de karaté, ont lieu du 21 au 24 juillet 1994 à Casablanca, au Maroc.

## Médaillés

### Femmes
- Nadira Zerrouki (Algérie) est double médaillée d'or[2].